# Agamidae
Agamidae é uma família de répteis escamados pertencentes à subordem Sauria.
Agama ou lagartos da família Agamidae possuem mais de 300 espécies na África, Ásia, Austrália e alguns no sul da Europa.
Filogeneticamente poderiam ser aparentados aos Iguanidae, caracterizados por dentição acrodonte. Agames normalmente possuem pernas fortes e bem desenvolvidas. As caudas não se regeneram como as dos Gekkonidae, embora parte de regeneração possa ser observada em alguns. Muitas espécies de Agames são capazes de mudanças de cor, porém limitadas. Ecologicamente podem ser encontrados de desertos quentes a florestas tropicais.

## Sub-famílias e géneros
Sub-família Agaminae
- Género Acanthocercus
- Género Acanthosaura
- Género Agama
- Género Amphibolurus
- Género Aphaniotis
- Género Brachysaura
- Género Bronchocela
- Género Bufoniceps
- Género Caimanops
- Género Calotes
- Género Ceratophora
- Género Chelosania
- Género Chlamydosaurus
- Género Cophotis
- Género Coryphophylax
- Género Cryptagama
- Género Ctenophorus
- Género Dendragama
- Género Diporiphora
- Género Draco
- Género Gonocephalus
- Género Harpesaurus
- Género Hydrosaurus
- Género Hypsicalotes
- Género Hypsilurus
- Género Japalura
- Género Laudakia
- Género Lophocalotes
- Género Lophognathus
- Género Lyriocephalus
- Género Mictopholis
- Género Moloch
- Género Oreodeira
- Género Oriocalotes
- Género Otocryptis
- Género Phoxophrys
- Género Phrynocephalus
- Género Physignathus
- Género Pogona
- Género Psammophilus
- Género Pseudocalotes
- Género Pseudotrapelus
- Género Ptyctolaemus
- Género Rankinia
- Género Salea
- Género Sitana
- Género Trapelus
- Género Tympanocryptis
- Género Xenagama

Sub-família Leiolepinae
- Género Leiolepis
- Género Uromastyx